# Adriana Ocampo
Adriana Ocampo   (Barranquilla, 5 de gener de 1955), nom complet Adriana Christian Ocampo Uria, és una geòloga planetària colombiana i directora del Programa de Ciència de la NASA. La seva investigació va conduir al descobriment del cràter d'impacte de Chicxulub. Ha dirigit sis expedicions d'investigació al lloc de l'impacte de Chicxulub. Ocampo i els seus col·legues també van descobrir el cràter Aorounga al Txad.
Nascuda a Barranquilla, Colòmbia, la seva família es va traslladar a Buenos Aires, Argentina, abans del seu primer aniversari, i després a Pasadena (Califòrnia), el 1970, quan tot just tenia 15 anys.
Ocampo va obtenir una llicenciatura en geologia a la Universitat de l'Estat de Califòrnia a Los Angeles el 1983. Va obtenir el seu mestratge en geologia planetària a la Universitat Estatal de Califòrnia, Northridge el 1997 i va acabar el seu doctorat a la Vrije Universiteit d'Amsterdam, als Països Baixos
Va començar la seva carrera en la ciència planetària primer com a voluntària en el Jet Propulsion Laboratory (JPL) durant l'escola secundària i durant l'estiu i al llarg de la universitat com a empleada. Ha treballat en una sèrie de projectes de ciència planetària de la NASA, incloent la missió Juno a Júpiter, la missió New Horizons de Plutó, i la missió OSIRIS-Rex de retorn de mostres d'asteroides. És també la científica principal responsable de la col·laboració de la NASA amb la missió Venus Express de l'Agència Espacial Europea i la missió Venus Climate Orbiter de l'Agència Japonesa d'Exploració Aeroespacial.
El 2010 va escriure la publicació educativa en castellà «El Mundo de Copocuqu: La Reina Gravedad y El Rey Masa» (NASA NP-2010-03-647-HQ).

## Premis i honors
Ocampo va rebre el Premi a la Dona de l'Any en Ciències de la Comisión Femenil a Los Angeles el 1992. També va rebre el Premi Consell Assessor de la Dona al JPL el 1996 i el Premi de Ciència i Tecnologia de la Federació xicana el 1997.
El 2002, Ocampo va ser qualificada com una de les 50 dones més importants de la ciència per la revista Discover.